# Église Saint-Bernard d'Alpena
L’église Saint-Bernard est un édifice religieux catholique situé à Alpena (Michigan), aux États-Unis.

## Histoire
La première pierre est posée en 1880. L’organisation locale est divisée en trois paroisses en 1883 : une française, une polonaise, une irlandaise, cette dernière conservant le nom et les archives de Saint-Bernard. Ainsi, l’église est achevée par les Irlandais en 1884.

## Statut patrimonial et juridique
L’église est recensée comme site historique de l’État du Michigan depuis le 18 février 1982,.